# 蜡烛湾
蠟燭灣是由网络漫画家兼作家克里斯·斯特劳布（Kris Straub）在2009年撰写的一个Creepypasta。该故事以虚构的电视连续剧《蜡烛湾》为中心，在故事中，這部連續劇只有一小部分人（主要是儿童）才能观看，后来他们在网络论坛上回忆起令人不安的节目。